# Марко Фотез
Марко Фотез (Загреб, 31. јануар 1915 — Београд, 3. децембар 1976) био је редитељ, театролог и књижевник.

## Биографија
Студирао је и дипломирао 1937. славистику на Филозофском факултету у Загребу. Докторирао је 1943. тезом о Стјепану Милетићу.У загребачком позоришту био је помоћник редитеља, секретар и редитељ (1933—1939), а затим је радио у позориштима у Сплиту, Осијеку, Задру, Ријеци, Вараждину и Београду, па поново у Сплиту.
Фотез је један од оснивача Дубровачких летњих игара и Дана хварског казалишта. За савремено позориште открио је Марина Држића и његовог Дунда Мароја којег је у сопственој адаптацији поставио у Загребу 1938. Открио је и у Сплиту 1966. режирао Кату Капуралицу, Влаха Стулија.
У земљи и иностранству поставио је око 150 драмских и музичких представа. Нарочито су биле запажене његове режије Шекспировог Хамлета и Сна летње ноћи на Дубровачким летњим играма. За позориште, радио и телевизују адаптирао је многа дела из старије хрватске драмске књижевности и драматизовао савремену прозу.
Написао је комедије „Ујак“ и „Четворка“, и више оперских и оперетских либрета. Писао је и песме и прозу, а објавио је и низ путописа из земље и иностранства, о којима претежно говори о позоришту. Објавио је и многе критике, чланке, фељтоне, есеје и студије о позоришту и драмској књижевности. Посебно се интересовао за Стјепана Милетића, те јужнохрватско позориште и драматику. Између осталог уредио је и Комедије 17. и 18. века за библиотеку ПСХК (Пет стољећа хрватске књижевности) 1967.
Са немачког, италијанског, чешког, словачког руског и енглеског преводио је оперска либрета, драмска дела и романе.
Марко Фотез је био ожењен глумицом Маријом Црнобори.
Умро је у Београду 3. децембра 1976. Сахрањен је у Алеји заслужних грађана на Новом гробљу у Београду